# Млади вукодлак (ТВ серија из 1986)
Млади вукодлак (енгл. Teen Wolf) америчка је анимирана телевизијска серија коју је приказивао CBS од 13. септембра 1986. до 7. новембра 1987. године. Темељи се на филму Млади вукодлак из 1985. године.

## Гласовне улоге
| Улога            | Глас               |
| ---------------- | ------------------ |
| Скот Хауард      | Таунсенд Колман    |
| Харолд Хауард    | Џејмс Хемптон      |
| Лупе Хауард      | Шери Лин           |
| дека             | Стејси Кич Старији |
| бака             | Џун Фореј          |
| Стајлс Стилински | Дон Мост           |
| Чабс             | Вил Рајан          |
| Буф Маркони      | Џини Елијас        |
| градоначелник    | Френк Велкер       |
| Памела Велс      | Елен Герстел       |
| Мик Макалистер   | Крејг Шефер        |
| госпођа Сеслик   | Џун Фореј          |